# Efekt reálného
Efekt reálného (francouzsky Effet de réel), někdy překládáno také jako Realistický efekt, je esej francouzského sémiotika Rolanda Barthese, poprvé publikovaná roku 1968 v časopise Communications, a zároveň literárněvědný koncept v této eseji představený. Barthes pojmem efekt reálného označuje textovou strategii zmiňování předmětů, které nenesou žádnou vyprávěcí informací a svou přítomností odkazují jen na reálno samo. Díky efektu reálného dosaženého značným množstvím zmíněných detailů jsou jako realistické vnímány Balzacovy nebo Dickensovy, přestože mají jinak konvenční vývojovou či milostnou zápletku.

## Obsah eseje
Barthes tuto textovou strategii ukazuje na dvou textech: na Flaubertově povídce Prosté srdce, v níž je v sále, kde stojí paní Aubainová, popisováno, jak se „na starém pianě pod barometrem vršila pyramida krabic a kartonů“, a na Micheletově historickém líčení popravy Charlotty Cordayové, kde se uvádí, že když odsouzenou přišel před popravou navštívit malíř, „po půldruhé hodině někdo zaklepal na dvířka, která byla za ní“.
Ve své úvaze Barthes tvrdí, že rétorický popis měl v západní kultuře dlouho primárně estetickou funkci, například epideixis byla pompézním řečnickým projevem, jehož úkolem bylo probouzení obdivu v posluchačích. Následně uvádí, že u Flauberta se sice estetický účel popisu objevuje, je však smíšen s „realistickými imperativy“. Modelem je historický diskurz, který má referovat k tomu, co se skutečně stalo, tedy k realitě. Reálno si podle Barthese vystačí samo se sebou a není nutné uvažovat o žádné další funkci. Také uvádí, že klasická kultura se po stovky let domnívala, že reálno (historie) a pravděpodobno (fikční příběh) se nikdy nemohou smísit, moderní literární realismus se však od onoho starého pravděpodobna velmi liší, a sice právě využíváním strategie „efektu reálného“. Flaubertův barometr i Micheletova dvířka jsou v textu zmíněna pouze proto, aby svou přítomností říkala, že ona jsou reálno; samo reálno je tedy v textu tím, co je označováno. To však může ve vyprávění platit pouze pro detaily, i realistický příběh se tak jako tak musí odvíjet od nerealistických postupů.

## Historie konceptu
Jedním z textů, které Barthese ovlivnily, je článek Romana Jakobsona „O realismu v umění“ (1921). Jakobson naznačil některé teze, které Barthes později rozvinul, zejména vytváření iluze realismu pomocí detailu bez důsledků pro příběh a kritérium realismu v podobě shody textového modelu světa s platným kulturním modelem světa. Sám Barthes poprvé zmínil efekt reálného již v roce 1967, v eseji Diskurz historie.

## Navazující úvahy
Koncept efektu reálného má značný vliv nejen na uvažování o literatuře, objevuje se v bádání o všech typech děl, která vytvářejí iluzi reality. Kromě literárního bádání se efekt reálného stal součástí zkoumání vizuálních médií, například výtvarného umění nebo filmu. Objevuje se také v úvahách o historiografických textech, používají ho jako autoři jako Frank Ankersmit nebo Alun Munslow.
Z pozdějších teoretiků, kteří s pojmem pracovali, lze uvést rovněž sociologa Stuarta Halla. Ten však chápe efekt reálného jako obdobu pojmu ideologie, snažící se oznamováním „reality“ zakrýt to, že ve skutečnosti je performancí společenských předsudků.